# Голоднова, Наталья Владимировна
Наталья Владимировна Голоднова (род. 14 апреля 1967), в замужестве Загорулько — советская и российская легкоатлетка, специалистка по прыжкам в высоту. Выступала в 1980-х и 1990-х годах, обладательница серебряной медали Универсиады, чемпионка Европы среди юниоров, победительница первенств всесоюзного и всероссийского значения, участница чемпионата Европы в помещении в Стокгольме. Представляла Караганду и Самарскую область. Мастер спорта СССР международного класса. Тренер по лёгкой атлетике.

## Биография
Наталья Голоднова родилась 14 апреля 1967 года. Занималась лёгкой атлетикой в Караганде, окончила Карагандинский государственный технический университет (1989).
Первого серьёзного успеха на международном уровне добилась в сезоне 1985 года, когда вошла в состав советской сборной и выступила на юниорском европейском первенстве в Котбусе, где превзошла всех соперниц в прыжках в высоту и завоевала золото.
В 1987 году победила на турнирах в Алма-Ате и Душанбе. Будучи студенткой, представляла Советский Союз на Всемирной Универсиаде в Загребе — с результатом 1,91 выиграла серебряную медаль, уступив только болгарке Светлане Исаевой.
В 1989 году одержала победу на зимнем чемпионате СССР в Гомеле, показала седьмой результат на Универсиаде в Дуйсбурге.
После распада СССР возобновила спортивную карьеру в России, в частности в 1995 году стала четвёртой на Мемориале братьев Знаменских в Москве, приняла участие в международных турнирах в Словакии, Норвегии, Венгрии.
В 1996 году была лучшей на Мемориале Дьячкова в Москве, в матчевой встрече со сборной Великобритании в Бирмингеме, взяла бронзу на Кубке Брумеля и на международном турнире «Русская зима», победила на зимнем чемпионате России в Москве. Благодаря череде удачных выступлений удостоилась права защищать честь страны на чемпионате Европы в помещении в Стокгольме — в финале показала результат 1,89 метра, расположившись в итоговом протоколе соревнований на седьмой строке. Летом, помимо прочего, отметилась победами на международном турнире в Загребе и на Мемориале Куца в Москве.
В 1997 году выиграла турнир в Самаре, была третьей на турнире World Class в Москве, второй на чемпионате Москвы среди военнослужащих.
За выдающиеся спортивные достижения удостоена почётного звания «Мастер спорта СССР международного класса».
Впоследствии работала тренером в Одинцовской комплексной специализированной детско-юношеской спортивной школе олимпийского резерва.